# Parrocchia di Terrebonne
La parrocchia di Terrebonne (in inglese Terrebonne Parish) è una parrocchia dello Stato della Louisiana, negli Stati Uniti. La popolazione al censimento del 2000 era di 104 503 abitanti. Il capoluogo è Houma.
La parrocchia (in Louisiana le parrocchie costituiscono un livello amministrativo equivalente a quello delle contee degli altri stati degli USA) fu creata nel 1822.